# Україна (прикордонна земля)
Україна (д.-рус. ѹкраина, в пізніших джерелах украйна, вкраїна, окраїна, окрайна) — на Русі до XVIII століття назва прикордонних територій країни (країв, областей) і міст, розташованих на рубежі з іншими державами, аналогічно західноєвропейським маркам (від лат. margo «край»). Міста та землі (краї), розташовані на цій території, називалися українцями. Населення українців, що зазнавало частих набігів сусідів, називалося на Русі українцями, українниками, українянами або українними людьми. Термін «україна» в значенні «пограниччя» траплявся і в західнослов'янських мовах.

## В історіографії

### Київська Русь

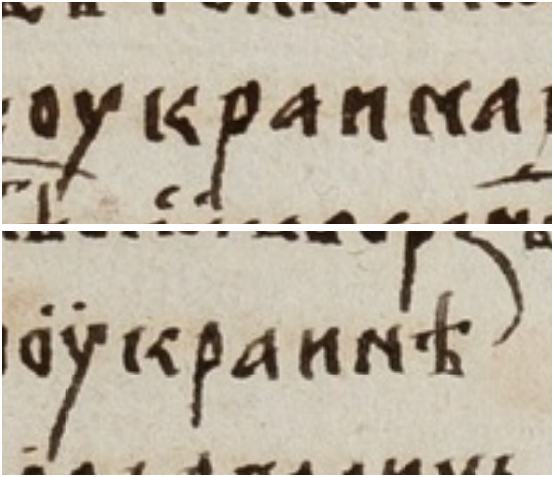
Записи в Іпатіївському списку:
у 1187 р. як «оукраина» (номінатив)
у 1189 р. як «оукраинѣ» (датив)

Перше відоме вживання слова ѹкраина міститься в Іпатіївському літописі, відомому за списками XV—XVI століть, у зв'язку зі смертю переяславського князя Володимира Глібовича в 1187 році: «ѡ нем же ѹкраина много постона». Тут малися на увазі фортеці Посульської оборонної лінії, що обороняли Переяславське князівство і Русь загалом від половців. Під 6697 (1189) роком зустрічається «ѹкраина галицька», під 6721 (1213) перераховуються міста, через які пройшов князь Данило Романович: Брест, Угровськ, Верещин, Стовп, Комов «і всю ѹкраинѹ».
Згадка слова ѹкраины в аналогічному значенні міститься в Псковських літописах, опублікованих у Повному зібранні руських літописів (ПСРЛ). У «Сказанні про Довмонт» 3-го Псковського літопису під 6779 (1271) йдеться про селах псковської «ѹкраини». У «Слові святого Григорія, винайдено в толцех (Слові про ідолів)» російський книжник писав, що язичництво відступило на «україни», де люди продовжували молитися старим богам, але робили це таємно: «…и ныня по украинам их молятся проклятому богу их Перуну, Хорсу і Мокоші і вилам, але творять акы оттай».

### Московське князівство
У московсько-литовських договорах XV століття, в 1494 році, великий князь Іван Васильович домовляється з великим князем литовським Казимиром про об'єднання «вкраинъных» підданих обох правителів для можливої оборони від татар: «поидуть, брате, татарове на нашы вкраинъные места, и князем нашымъ и воеводамъ нашымъ, вкраинънымъ людемъ, сославъся, да боронитисе имъ иибоимъ с одного»; і про ненапад — «…і во вси наши Вкраинныи места не вступатися»; згадуються також і «вкраинъные місця» як території, близькі до міст Любутська і Мценська. У договорі двох рязанських князів 1496 обговорюється належність територій, і вказується, що «наші села в Мордві на Ціні та на Україні, і ті села знати нам за записом». У збірці скорописом XVII століття зі зборів Уварова йдеться про набіг кримських татар у 1513 році: «Літа 7021 прийшли кримські люди на Рязанські україни».
У московському законодавстві XVII століття часто згадуються «украйна», «украйні міста», «государеві украйни», «наші украйни», «украйні/українські міста дикого поля», «украйнські міста», йдеться про перебування військових людей «на службі на государеві на украйне».

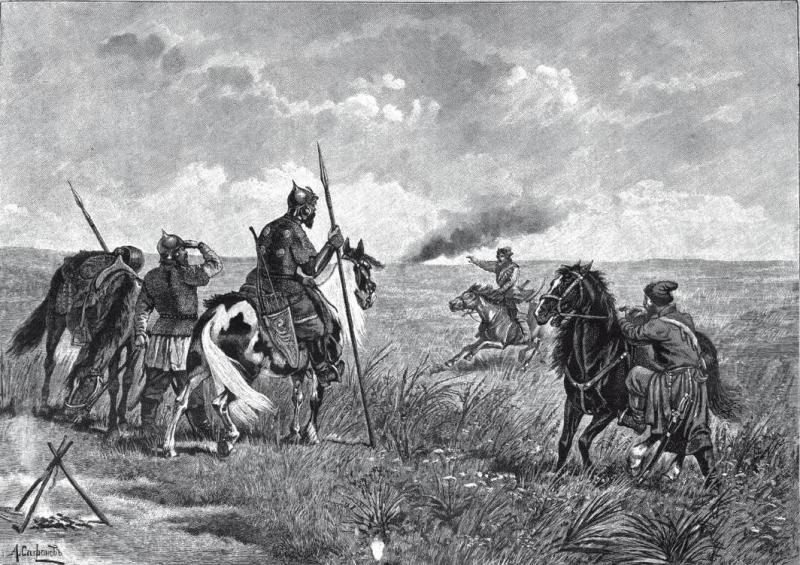
Тривога на прикордонній варті, XVI століття.

У Московському царстві з рубежу XV-XVI століть існувала Окська украйна («україна за Окой», «кримська україна»). У московському законодавстві XVI—XVII століть неодноразово наводиться перелік міст цієї території: Тула, Кашира, Кропивна, Алексін, Серпухов, Таруса, Одоєв. Малися на увазі міста, які на той момент входили в засічну межу проти набігів кримських татар. Щодо московсько-кримського кордону з кінця XV століття також йшлося: «україна», «наші україни», «наші українні місця». У 1571 році було складено «Роспись сторожам из украиных городов от польския украины по Сосне, по Дону, по Мече и по иным речкам». У 1572 році, напередодні битви при Молодях, у наказі воєводі князю Михайлу Воротинському про організацію оборони від набігів кримських татар по річці Ока йдеться. :

«А которые воеводы по украинам которым быти по розписи на сходе з бояры и воеводами, и боярину и воеводе князю Михаилу Ивановичю Воротынскому по всем украинам розослати, чтоб по тому же, поимав памяти и розписав по головам детей боярских и боярских людей, да тот бы список прислати к боярину и воеводе ко князю Михаилу Ивановичю с товарищи заранее, а у себя противень оставити, чтоб боярину князю Михаилу Ивановичю с товарыщи было в ведоме заранее всех украин люди по смотру. А как люди сойдутца, и боярину и воеводе князю Михаилу Ивановичю Воротынскому с товарищи, приговоря день да вышед в котором месте пригоже, да в тот день во всех полкех и по всем украинам пересмотрити людей на конех в доспесех».

У "Літописці початку царства царя та великого князя Івана Васильовича " (1553—1555 років) при описі татарських набігів згадуються Стародубські, Рязанські та Тульські україни. У псковських літописах під 1564 роком згадується посол із Дацької оукраїни. Цією назвою називалася порубіжна територія Лівонії, захоплена у датського короля Фредеріка II під час Лівонської війни:

А в порубежных наших местах во всех: в Пернов, в Апсле, в Коловери, в Лиговери и в иных наших местах, которые с твоею землею и с островы сошлися, рать и войну уняли есмя, и велели своим людям с твоими людьми украинными жити в покое, и торговати твоих людей в наши украинные городы, в Пернов и в Ругодив…

У період Лівонської війни боярин Ф. В. Шереметов, князь І. П. Шуйський та багато інших, називалися українними воєводами.
У XVI ст. у московському царстві існували: на північному кордоні з Лівонією та Швецією — німецька україна (Новгород, Стара Ладога), на західному кордоні з Великим князівством Литовським — литовська україна (Псков, Великі Луки, Дорогобуж, Вязьма), південно-західному кордоні з Польщею — польська або Слобідська україна (тобто заселена слободами), на південному кордоні з «Диким полем» Кримського ханства існувала Кримська україна, яка проходила по лінії міст Рязань, Тула, Одоєв, Бельов, Болхов, Козельськ південно-східному кордоні — Рязанська україна (Шацьк, Пронськ, Михайлов). До захоплення Казані існувала Казанська україна (Володимир, Муром).
У XVII столітті, після завоювання Сибіру з'являється Сибірська Україна (Тюмень, Тобольськ). Сибірські міста старі звалися украйними. У XVIII столітті на південному степовому порубіжжі будується українська оборонна лінія, до кінця століття ці зміцнення втрачають свою актуальність, у зв'язку з ліквідацією Кримського ханства.

### Велике князівство Литовське
У ранній період свого функціонування (від середини XIV до середини XV століття), ділова мова канцелярії великих князів литовських — західноруська писемна мова — для позначення прикордоння використовує слово «україна». Канцелярії великих князів литовських, що збереглися, називають прикордонні зі Степом околиці «українами», а місцевих жителів — «українниками», або «людьми українними». Тоді поняття «Украйна» могло поширюватися і на південь Великого князівства Литовського загалом — сучасна територія центральної України до Чорного моря. У листі від 1500 року до кримського хана Менглі-Гірея великий князь литовський називає «нашими українами» Київську, Волинську та Подільську землі, у привілеї 1539 року на спорудження замку в Київському Поліссі (далеко від кордонів із «Диким Полем») мотивується користю таких замків «на Україні».
У Пересопницькому Євангелії XVI століття описуються оукраїни юдейські.

### Польща

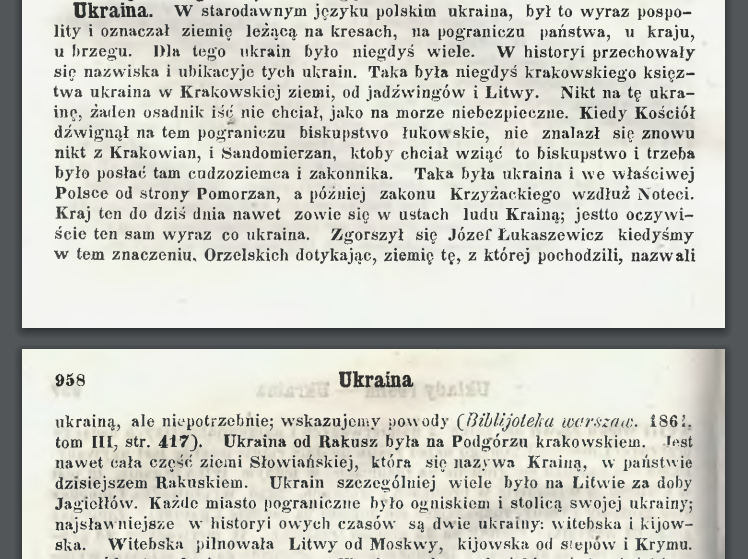
Ukraina в польській «Encyklopedyja Powszechna», 1867

Польська «Encyklopedyja Powszechna» повідомляє, що слово ukraina у значенні «прикордонне держава» існувало і у старопольській мові. Дане слово траплялося щодо краківських земель, прикордонних земель із ятвягами, литовцями, поморянами та Тевтонським орденом.
Словник «Słownik języka polskiego» С. Б. Лінде, 1814 рік: «Ukraina — украйна (украй, granica, kraina consinium, pokraina), pogranicze, ugranicze, kray na granicy, das Grenzenland.»

### Чехія
Прикордонні області під словом «україна» згадуються в «Истории вкратце о Бохеме, еже есть о земле Чешъской» XVII століття.

## Перетворення на власне ім'я

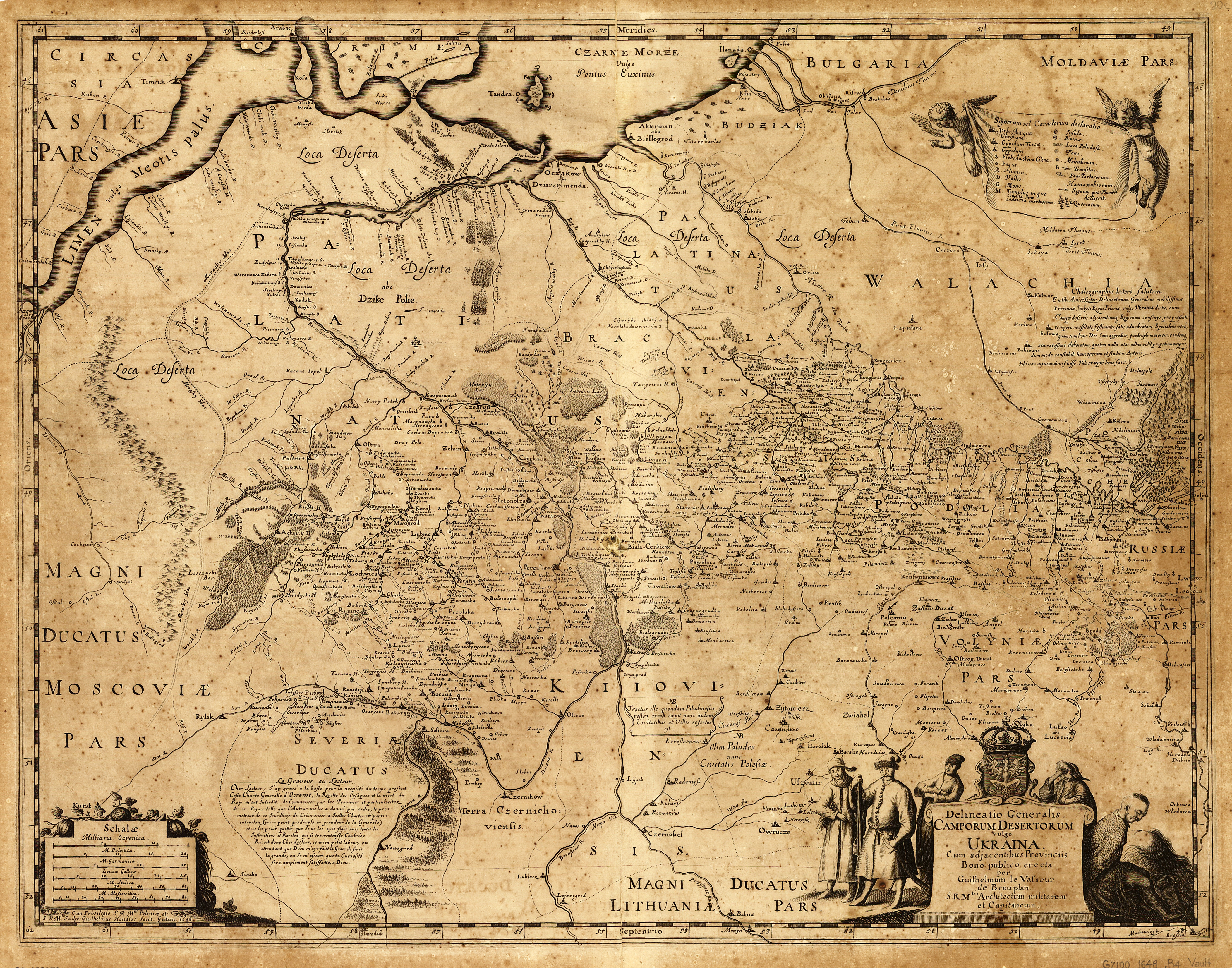
«Загальний план безлюдних земель, які зазвичай називають Україна, з прилеглими провінціями». Генеральна карта України Гійома Боплана 1648 року виконана на замовлення Владислава IV. Північ внизу карти.

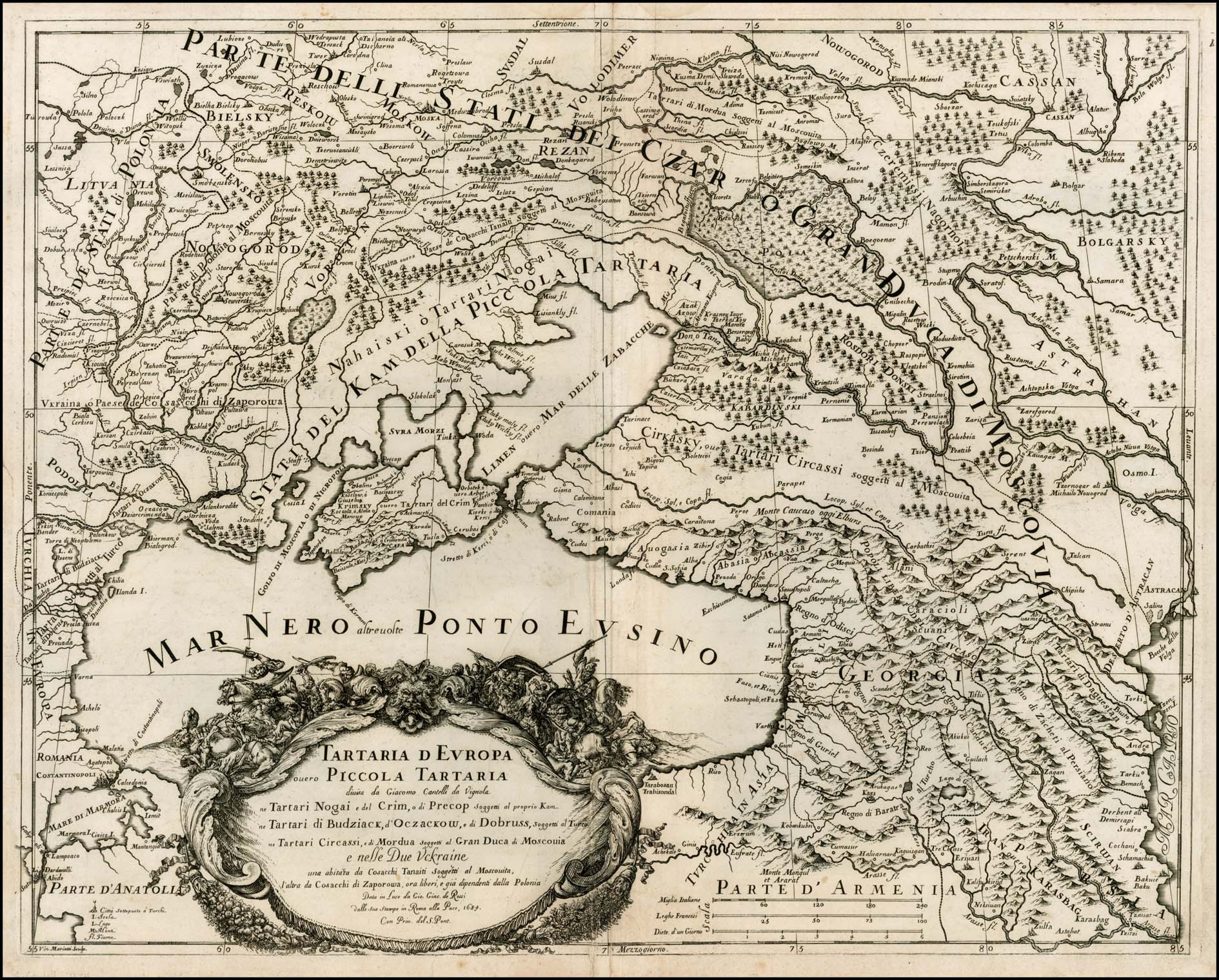
Італійська карта 1684 року, на якій словом VKRAINA, окрім земель запорізьких козаків (Cosacchi di Zaporowa), названі території донських козаків (Cosacchi Tanaiti).

Наприкінці XVI — на початку XVII століття словом «Україна» стали означати також землі Середнього Подніпров'я — центральні області сучасної України. У польських джерелах (королівських та гетьманських універсалах) згадуються «замки та місця наші украйні», «місця та містечка українні», «україна Київська». У російському законодавстві XVII століття фігурує «украйна Малоросійська», "украйна, яка зветься Малою Росією ", правобережжя Дніпра називалося «Польською Украйною». Малоросія та Слобідська Україна в російському законодавстві чітко поділялися: «Малоросійських міст жителі приїжджають у Російську державу та в українні міста…». Наприкінці XIX століття терміном «україна» сили, що прагнули до культурної автономії Малоросії, почали замінювати поняття Малоросія, а похідне від нього слово «українці» в ході радянської українізації замінило в новій якості етноніму як традиційну самоназву «русин», так і офіційне — «малорос».
У сучасній українській історичній науці існує версія, що назва України походить від слова «край», «країна» (укр. країна), тобто просто «країна», «земля, заселена своїм народом». При цьому стверджується, що терміни «україна» та «окраїна» завжди чітко відрізнялися за змістом.